# 1631
1631 (MDCXXXI) byl rok, který dle gregoriánského kalendáře započal středou.

## Události
- 13. dubna – Švédové dobyli Frankfurt nad Odrou.
- 20. května – Jan Tserclaes Tilly dobyl Magdeburg, město bylo zničeno.
- 1. srpna – Bitva u Werbenu, Gustav II. Adolf porazil císařská vojska vedená Tillym.
- 14. září – Jan Tserclaes Tilly získal Pleissenberg u Lipska.
- 17. září – bitva u Breitenfeldu, Gustav II. Adolf opět porazil Tillyho
- 15. listopadu – Saské oddíly Hanse Georga z Arnimu dobyly Prahu
- 7. prosince – Saské vojsko Jana JIřího Arnima porazilo císařské Rudolfa z Tiefenbachu ve srážce u Nymburku.
- 15. prosince – Albrecht z Valdštejna se znovu stal císařským generalissimem.
- František z Ditrichštejna přivedl na Moravu piaristy.
- Středočeská obec Dobřichovice byla vypálena Švédy.

### Probíhající události
- 1568–1648 – Nizozemská revoluce
- 1568–1648 – Osmdesátiletá válka
- 1618–1648 – Třicetiletá válka
- 1628–1631 – Válka o dědictví mantovské

## Věda a kultura
- 7. prosince
  - 03:51 – 06:47 UTC – přechod Venuše přes sluneční kotouč; událost poprvé v historii předpověděl Johannes Kepler, nepředpověděl však oblast, odkud bude přechod pozorovatelný, takže ji nikdo z astronomů nesledoval
- Jean Rey vytvořil první známý kapalinový teploměr

## Narození

#### Česko
- 13. října – Michael Osvald Thun-Hohenstein, šlechtic z rodu Thun-Hohensteinů († 30. ledna 1694)
- neznámé datum
- Ludvík Colloredo-Waldsee, držitel colloredského fideikomisu s centrem v Opočně († 27. prosince 1693)

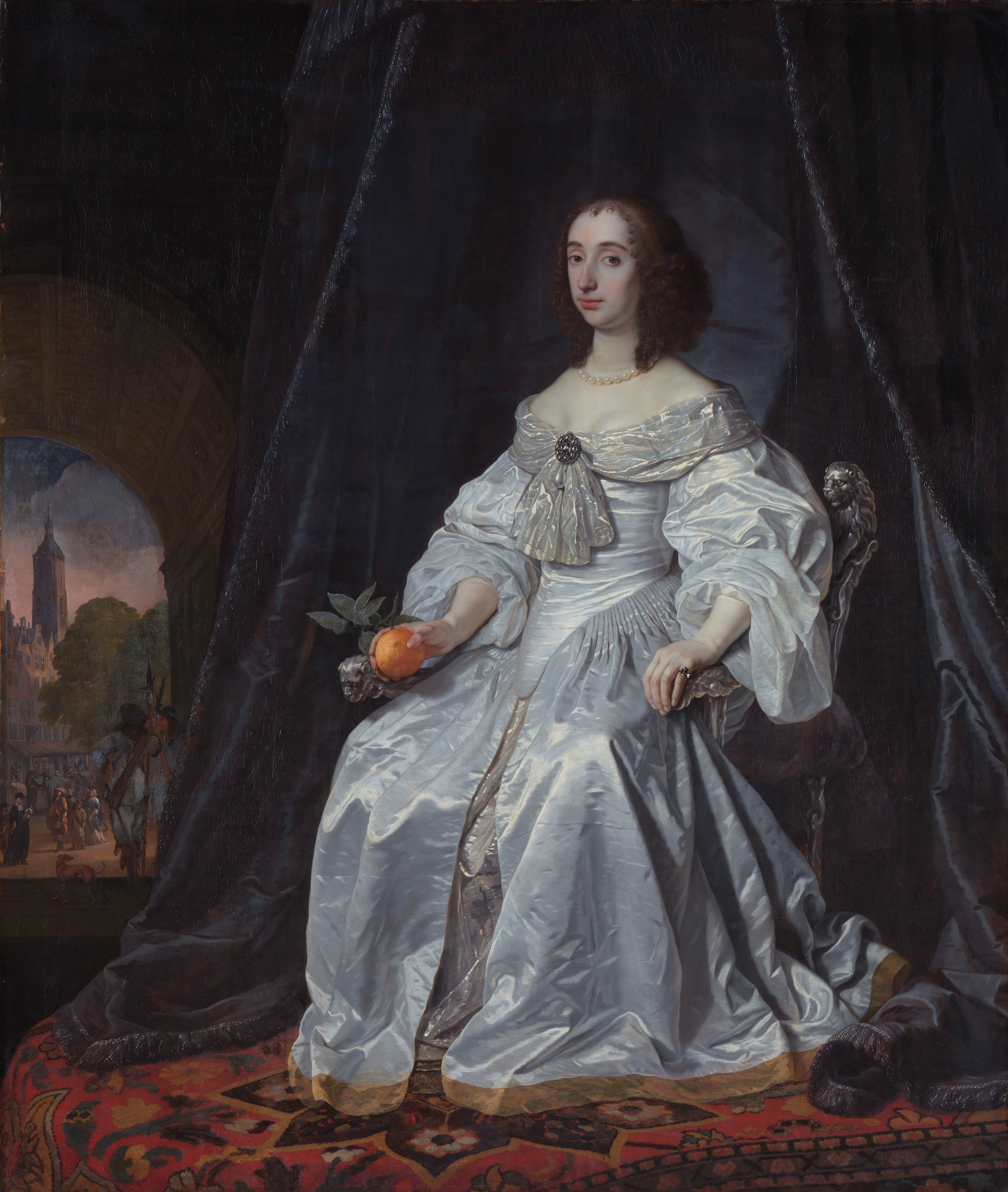
Marie Henrietta Stuartovna (* 30. října)

#### Svět
- 20. února – Thomas Osborne, 1. vévoda z Leedsu, anglický státník
- 10. května – Flavio Chigi, italský římskokatolický kněz, biskup a kardinál († 13. září 1693)
- 18. května – Stanisław Papczyński, polský zakladatel Kongregace Mariánských otců Neposkvrněného početí Nejsvětější Panny Marie († 17. září 1701)
- 19. srpna – John Dryden, anglický básník († 12. května 1700)
- 30. října – Pierre Beauchamp, francouzský choreograf, tanečník a hudební skladatel († únor 1705)
- 04. listopadu – Marie Henrietta Stuartovna, dcera anglického krále Karla I. († 24. prosince 1660)
- 17. listopadu – Marek z Aviana, kapucínský mnich a kazatel († 13. srpna 1699)
- 28. listopadu – pokřtěn Abraham Brueghel, vlámský malíř († kolem 1690)
- 14. prosince – Anne Conwayová, anglická filosofka († 18. února 1679)
- 18. prosince – Ludolf Bakhuysen, nizozemský malíř († 1708)
- neznámé datum
  - Antonio della Porta, italský stavitel a architekt († 3. srpna 1702)
  - François Vatel, francouzský majordomus a jeden ze zakladatelů haute cuisine († 24. dubna 1671)
  - Adriaen van der Kabel, nizozemský malíř († 16. června 1705)
  - Magdalena Sibyla Holštýnsko-Gottorpská, vévodkyně z Meklenburska-Güstrow († 1719)
  - Ješe Ňingpo, tibetský buddhistický meditační mistr a učenec linie Kagjüpy († 1694)

## Úmrtí

#### Česko
- 26. července – Vratislav Eusebius z Pernštejna, moravský šlechtic (* 1594)
- 18. října – Filip Fabricius, písař vyhozený z okna pražského hradu (* 1570)
- neznámé datum
  - Johana z Pernštejna, šlechtična a dáma císařovny Marie Španělské (* 17. června 1556)
  - Jan Cyprián z Thun-Hohensteinu, česko-rakouský šlechtic z rodu Thun-Hohenštejnů (* 26. srpna 1569)

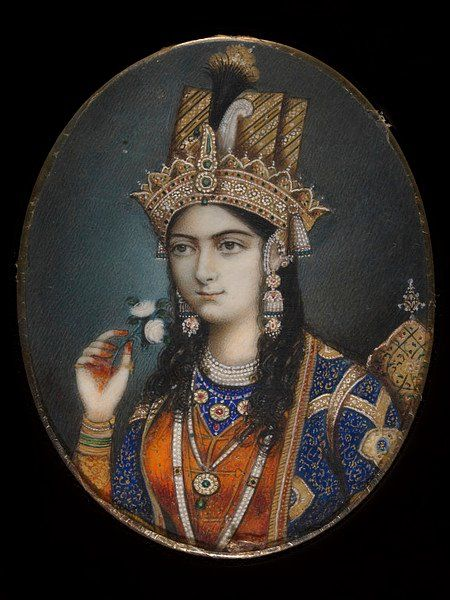
Mumtáz Mahal († 17. června)

#### Svět
- 20. ledna – Jacob Matham, nizozemský grafik a kreslíř (* pokřtěn 16. října 1571)
- 30. ledna – Žofie Hedvika Brunšvicko-Wolfenbüttelská, pomořansko-wolgastská vévodkyně (* 1. prosince 1561)
- 31. března
  - Kateřina z Montfortu, šlechtična pocházející ze štýrského hraběcího rodu Montfortů (* 12. srpna 1556)
  - John Donne, anglický básník (* asi 1571)
- 02. dubna – Nicolò Contarini, benátský dóže (* 26. září 1553)
- 06. května – Robert Bruce Cotton, anglický politik
- 17. června – Mumtáz Mahal, císařská konkubína a hlavní manželka mughalského císaře Šáhdžahána (* 27. dubna 1593)
- 21. června – John Smith, anglický voják, cestovatel (* 6. leden 1579)
- 28. června– Guillén de Castro, španělský dramatik a herec (* 4. listopadu 1569)
- 10. července – Konstance Habsburská, polská královna (* 24. prosince 1588)
- 19. srpna – Šarlota Brabantina Nasavská, belgická šlechtična (* 27. září 1580)
- 30. srpna – Karel II. Gonzaga, vévoda z Mayenne (* 22. října 1609)
- 21. září – Federico Borromeo, italský kardinál a arcibiskup v Miláně (* 18. srpna 1564)
- 04. října – Žofie Meklenburská, dánská královna (* 4. září 1557)
- 20. října – Michael Mästlin, německý matematik a astronom (* 30. září 1550)
- 26. října – Lewis Bayly, anglický puritán, anglikánský biskup a náboženský spisovatel (* asi 1565)
- 01. listopadu – Marie Magdalena Habsburská, toskánská velkovévodkyně (* 7. října 1589)
- 05. prosince – Heneage Finch, anglický právník a politik (* 15. prosince 1580)
- neznámé datum
  - Timoteus Lovčáni, slovenský kazatel (* ?)
  - Justinus Nasavský, jediný nemanželským dítětem Viléma Oranžského (* 1559)

## Hlavy států
- Anglie – Karel I. (1625–1649)
- Francie – Ludvík XIII. (1610–1643)
- Habsburská monarchie – Ferdinand II. (1619–1637)
- Osmanská říše – Murad IV. (1623–1640)
- Polsko-litevská unie – Zikmund III. Vasa (1587–1632)
- Rusko – Michail I. (1613–1645)
- Španělsko – Filip IV. (1621–1665)
- Švédsko – Gustav II. Adolf (1611–1632)
- Papež – Urban VIII. (1623–1644)
- Perská říše – Safí I.